# Chooz
 Chooz  (en valón Tchô) es una población y comuna francesa, en la región de Champaña-Ardenas, departamento de Ardenas, en el distrito de Charleville-Mézières y cantón de Givet.

## Demografía
| 630 | 655 | 809 | 802 | 803 | 749 |
| Para los censos de 1962 a 1999 la población legal corresponde a la población sin duplicidades (Fuente: INSEE [Consultar]) |     |     |     |     |     |